# David Leoni
Davide Gustavo C. „David“ Leoni (* 8. September 1982 in Liverpool) ist ein ehemaliger kanadischer Biathlet.
David Leoni lebt in Camrose und trainierte in Canmore. Der Student begann 1993 mit dem Biathlonsport und gehörte seit 2000 dem kanadischen Nationalkader an. Er wurde von Roger Archambault trainiert und trat für Rocky Mountain Racers an. 2000 startete der Kanadier in Hochfilzen erstmals an einer Junioren-Weltmeisterschaft und belegte die Plätze 27 im Einzel, 57 im Sprint und 16 mit der Staffel. Im Jahr darauf folgte das Debüt im Biathlon-Europacup der Junioren und in der Haute-Maurienne der erste Start bei einer Junioren-Europameisterschaft. In Frankreich lief Leoni auf den 21. Platz im Einzel, wurde 124. des Sprints und 18. der Verfolgung. Kurz darauf lief er in Chanty-Mansijsk erneut bei einer Junioren-WM und erreichte die Ränge 18 im Einzel, 19 im Sprint und 29 in der Verfolgung. 2003 folgte in Ridnaun die Teilnahme an der dritten Junioren-WM, wo Leoni 53. des Einzels wurde, 30. im Sprint, 38. der Verfolgung und 15. mit der kanadischen Staffel. Zum letzten Mal nahm er in Kościelisko an den Junioren-Weltmeisterschaften teil und belegte die Plätze 16 im Einzel und mit der Staffel und wurde 42. des Sprints und 45. der Verfolgung.
Sein Debüt im Biathlon-Weltcup und damit bei den Männern gab Leoni 2002 in Oberhof. Bei seinem ersten Sprint belegte der Kanadier den 100. Platz. Sein bestes Resultat bei einem reinen Weltcuprennen erreichte er 2006 in Hochfilzen, wo er in einem Sprint 38. wurde. Insgesamt erreichte er vier Resultate in den Top-40. 2003 folgten auch die ersten Rennen im Europacup. Hier wurde ein 20. Platz in einem Sprint, erreicht 2004 in Brusson, bestes Ergebnis. 2004 nahm Leoni in Oberhof an seinen ersten Biathlon-Weltmeisterschaften teil, bei denen er auf die Plätze 57 im Einzel und 87 im Sprint kam. 2005 folgten in Hochfilzen die Ränge 80 im Einzel, 37 im Sprint, 53 in der Verfolgung und mit Robin Clegg, Jean Paquet und Gerhardt Klann als Schlussläufer der Staffel 15. Bei der Biathlon-Mixed-Relay-Weltmeisterschaft 2005 in Chanty-Mansijsk war er erneut Schlussläufer der Staffel und wurde mit Sandra Keith, Zina Kocher und Clegg 14. Karrierehöhepunkt wurde die Teilnahme an den Olympischen Winterspielen 2006 von Turin. Bei den Wettkämpfen in Cesana San Sicario startete Leoni im Einzel und wurde 65., mit einem 41. Platz im Sprint qualifizierte er sich für die Verfolgung, bei der er 47. wurde. Nach den Spielen nahm er in Langdorf an den Biathlon-Europameisterschaften 2006 teil, bei denen er 58. im Sprint wurde, 54. der Verfolgung und mit Jaime Robb, Klann und Tom Zidek 13. im Staffelrennen. Letztes Großereignis des Jahres wurde für den Kanadier die Biathlon-Mixed-Relay-Weltmeisterschaft 2006 in Pokljuka, bei der Leoni mit Kocher, Keith und Klann den 21. Rang erreichte. Nach der Saison wurde er zum Kanadischen Biathleten des Jahres 2006 gewählt. In Antholz nahm er bei den Biathlon-Weltmeisterschaften 2007 letztmals an einer internationalen Meisterschaft teil und lief auf die Plätze 60 im Einzel, 66 im Sprint und mit Clegg, Jean-Philippe Leguellec und Robb als Schlussläufer der Staffel auf den 14. Platz mit der Staffel.
Leonis Zwillingsbruder Andrew war ebenfalls Biathlet und nahm gemeinsam mit seinem Bruder an den Junioren-Weltmeisterschaften in Kościelisko teil.

## Biathlon-Weltcup-Platzierungen
Die Tabelle zeigt alle Platzierungen (je nach Austragungsjahr einschließlich Olympische Spiele und Weltmeisterschaften).
- 1.–3. Platz: Anzahl der Podiumsplatzierungen
- Top 10: Anzahl der Platzierungen unter den ersten zehn (einschließlich Podium)
- Punkteränge: Anzahl der Platzierungen innerhalb der Punkteränge (einschließlich Podium und Top 10)
- Starts: Anzahl gelaufener Rennen in der jeweiligen Disziplin
- Staffel: inklusive Mixed- und Single-Mixed-Staffeln

| Platzierung         | Einzel | Sprint | Verfolgung | Massenstart | Staffel | Gesamt |
| ------------------- | ------ | ------ | ---------- | ----------- | ------- | ------ |
| 1. Platz            |        |        |            |             |         |        |
| 2. Platz            |        |        |            |             |         |        |
| 3. Platz            |        |        |            |             |         |        |
| Top 10              |        |        |            |             |         |        |
| Punkteränge         |        |        |            |             | 11      | 11     |
| Starts              | 12     | 33     | 10         |             | 11      | 66     |
| Stand: Karriereende |        |        |            |             |         |        |